# Arsène Chabanian
Arsène Chabanian ou Arsen Shabanyan, né le 8 juin 1864 à Erzéroum et mort le 22 avril 1949 à Neuilly-sur-Seine, est un peintre français d'origine arménienne.

## Biographie
Arsène Chabanian naît en 1864 à Erzéroum de parents arméniens,. Il est naturalisé français par décret en 1924.
Élève de Jean-Paul Laurens et de Gustave Moreau, sociétaire de la Société des artistes français, il expose au Salon des artistes français à partir de 1894 et obtient une mention honorable en 1896. Il obtient aussi une mention honorable à l'Exposition universelle de 1900. En 1929, il expose au Salon les toiles Nuit d'été sur l'Estérel et Soir doré sur la Côte d'azur.
Arsène Chabanian meurt en 1949 à Neuilly-sur-Seine.

## Distinction
- Chevalier de la Légion d'honneur en 1910[4]